# Валентин Попирлан
Валентин Попирлан (рум. Valentin Popîrlan; 12. јун 1987) професионални је рагбиста и румунски репрезентативац, који тренутно игра за Темишвар Сараценсе у румунској супер лиги. Висок је 196 цм, тежак је 117 кг и игра у другој линији скрама. Сезону 2007–2008. провео је у Стеауи (21 утакмица, 1 есеј), а 2013. потписао је за Темишвар, за који је до сада одиграо 6 утакмица и постигао 2 есеја. Дебитовао је за рагби репрезентацију Румуније 2007. против Намибије. До сада је за репрезентацију Румуније одиграо 51 тест меч и постигао 40 поена. Играо је на два светска првенства.